# Giovanni Florio
Giovanni Florio, noto anche come John Florio (Londra, 1552 – Fulham, 1625), è stato un umanista inglese di origine italiana. Nato durante il regno di Edoardo VI, fu lessicografo, linguista, traduttore, scrittore e precettore reale.

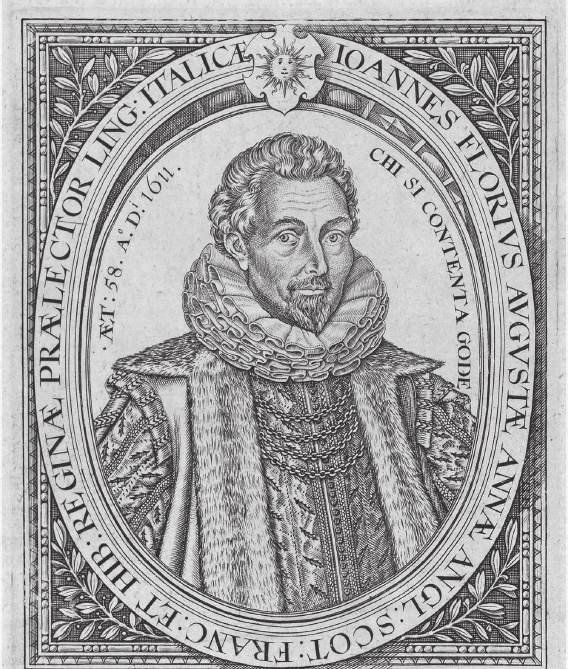
Giovanni (John) Florio, 1552 Londra -1625 Fulham (Londra)

È riconosciuto come il più importante umanista del Rinascimento inglese. Ha contribuito allo sviluppo della lingua inglese con 1 149 parole, posizionandosi terzo dopo Chaucer, con 2 012 parole, e Shakespeare, con 1 969 parole, nell'analisi linguistica condotta da John Willinsky. John Florio è citato 3 871 volte nell'Oxford English Dictionary ed è la 77ª voce più citata nell'Oxford English Dictionary.
Fu anche il primo traduttore in inglese del filosofo e scrittore francese Montaigne, e il primo traduttore di Boccaccio. Ha inoltre scritto il primo esteso dizionario inglese-italiano, superando il primo dizionario italiano-inglese di William Thomas, pubblicato nel 1550.
Il poeta e scrittore Ben Jonson, di cui Florio era amico, definì Florio, in una dedica scritta a mano per il suo volume Volpone, come un "padre amorevole" e un "supporto di Ispirazione Poetica" . Anche il filosofo Giordano Bruno strinse un'amicizia importante con Florio. Florio incontrò Bruno, mentre quest'ultimo si trovava in esilio nell'ambasciata francese a Londra, dove Bruno scrisse e pubblicò i suoi sei più famosi dialoghi morali, inclusa La cena de le ceneri, in cui Florio viene descritto come amico di Bruno.
Diversi studi hanno messo in luce l'influenza di Florio sulle opere shakespeariane. Si è fatto il suo nome tra i possibili autori delle opere di William Shakespeare, anche se alcuni studi bio-bibliografici non concordano con questa ipotesi. Specificamente, nella prima storica menzione che testimonia l'esistenza della figura di Shakespeare come scrittore e poeta, fatta dal drammaturgo Robert Greene nel suo pamphlet Groats-worth of Witte nel 1592, Greene attacca Shakespeare identificandolo in "absolute Johannes Factotum" e accusandolo di nascondersi dietro la figura di un attore ('with his Tygers heart wrapt in a Players hide"). Secondo studiosi come Gerevini, John Florio può essere facilmente identificato con il nome Giovanni, 'Johannes' in Latino, il termine 'absolute' simile al termine 'resolute' utilizzato dal Florio nella sua firma  e il termine dispregiativo 'factotum', utilizzato per una persona che svolgeva, come Florio, il ruolo di istitutore per i figli degli aristocratici e funzioni di segretario.

## Biografia

### Origini
Giovanni Florio era figlio di Michelangelo Florio, esule italiano proveniente dal Granducato di Toscana. Sebbene non si conosca l'identità della madre di John, lo scrittore John Aubrey conferma che fosse italiana, scrivendo nella sua opera Brief Lives che il "padre e la madre di John Florio, entrambi italiani, fuggirono dalla Valtellina a Londra per motivi religiosi" e Aubrey conferma che questa "informazione era stata fornita dal nipote di John Florio, Mr. Molins". Il piccolo Giovanni Florio all'età di due anni si trasferì con la sua famiglia a Soglio, nelle Alpi svizzere. Infatti, fece ritorno in Inghilterra solo all'età di vent'anni e come scrive Florio, nei suoi First Fruits, non parlava la lingua inglese.

#### Il padre Michelangelo
Michelangelo Florio era un frate, erudito fiorentino, come lui stesso si definisce, di origine ebraica, fuggito a Londra per evitare le persecuzioni dell'Inquisizione, dal momento che aderì alla riforma protestante. Il breve regno di Edoardo VI permise a Michelangelo di trovare a Londra un rifugio sicuro dalle persecuzioni religiose, diventando nel 1550 anche pastore della congregazione protestante italiana a Londra. Diventò un personaggio conosciuto nell'ambito dell'aristocrazia inglese che apprezzava la sua enorme cultura e che accoglierà benevolmente anche suo figlio Giovanni, una volta ritornato in Inghilterra.
Nel 1554, l'ascesa al trono della sovrana Maria la Sanguinaria, decisa a ripristinare col pugno di ferro la religione cattolica in Inghilterra, costrinse Michelangelo a riprendere le sue peregrinazioni per l'Europa: con la sua famiglia, composta da sua moglie e l'infante Giovanni, lasciò l'Inghilterra, alla volta di Soglio.

### L'infanzia e gli studi
John Florio visse quindi la sua infanzia a Soglio nella Val Bregaglia (Svizzera), trovando in suo padre un insegnante esperto e affettuoso, che lo introdusse alla conoscenza di diverse lingue. Più tardi, nei suoi scritti farà capire di possedere un'ottima conoscenza di diverse lingue: italiano, francese, tedesco, spagnolo, inglese, latino, greco ed ebraico. Le amicizie di Michelangelo Florio, che a Soglio svolse anche normali attività notarili, permisero a suo figlio Giovanni di frequentare non l'Università di Tubinga nel Württemberg, come si pensava, ma il Paedagogium, in quanto aveva solo 12 anni e non poteva quindi iscriversi come studente universitario. Qui ebbe per tutore Pier Paolo Vergerio, uomo di grande cultura, che, avendo abbracciato la religione protestante ed essendone una degli attivisti più estremi, si trovava come esule nella cittadina tedesca.

### Ritorno a Londra e pubblicazionePrimi frutti
Nel 1571 Florio ritornò a Londra, dove inizialmente svolse l'attività di tintore. Nel 1578, a venticinque anni, pubblicò il suo primo libro, Primi frutti (First Fruits), libro che rivelò un forte debito con Alessandro Citolini, anziano linguista esule a Londra. La sua prima moglie fu una donna di nome Anne Soresollo, di origine italiana e non come ipotizzato la sorella del poeta Samuel Daniel. Florio sposò dopo molti anni dal decesso della sua prima moglie, in secondo nozze, una donna inglese, Rose Spicer. L'ascesa sociale di Florio, da semplice tintore al servizio del francese Michel Baynard e poi dell'esule italiano Gasparo De Gatti fu immediata. Anche se sembrerebbe frequentante all'Università di Oxford, Florio non conseguì la laurea, come 
era consuetudine per chi non ne facesse professione di fede. Nell'introduzione alla stessa opera si trovano, tra le altre dediche, quella di Richard Tarlton, uno dei massimi attori del teatro elisabettiano, probabile ispirazione per il personaggio di Yorick, che lo ringrazia per il suo contributo nell'adattamento della novellistica italiana al teatro inglese. Inoltre, si trovano altre dediche scritte da altri attori della compagnia dei Leicester's Men: Robert Wilson, John Bentley e Thomas Clarke. Con il libro, Primi frutti, John Florio inizia ufficialmente la carriera come autore, avendo contemporaneamente contatti con il teatro. Per il suo primo lavoro, Florio cita Hore di Ricreatione di Lodovico Guicciardini e Libro aureo di Guevara. Nel 1573 usò anche la traduzione di James Sanford dell'opera di Guicciardini, e la traduzione inglese di Lord Berners di Guevara, così come la versione di Thomas North, The Dial of Princes, in italiano, Il Quadrante del Principe. In breve, usò tutte le possibili traduzioni disponibili e le modificò, riadattando il testo in modo personale. Pertanto, nella colonna italiana a volte usò la traduzione di Portonaris da Trino aggiungendo parole proprie e alterazioni. Per la colonna inglese, invece, utilizzò la sua traduzione prendendo ispirazione dalle versioni inglesi di Berners e North e della traduzione francese di Berthault.

### L'incontro con Giordano Bruno
Nel 1580, Florio tradusse per Richard Akluyt, i Viaggi di Cartier , dalla versione italiana di Giovan Battista Ramusio. Dal 1583 al 1585 lavorò presso l'ambasciata francese a Londra, dove conobbe il filosofo italiano Giordano Bruno dal quale apprese moltissimo, non solo dal punto di vista letterario, ma anche dal punto di vista filosofico. L'influenza del filosofo italiano su di lui fu tale che la sua visione del mondo cambiò significativamente. L'amicizia che unì Bruno e Florio fu particolarmente ricca e significativa. Florio appare infatti ne La cena de le ceneri, come uno dei messaggeri che porta a Bruno l'invito a cena di Fulke Greville. In un'altra scena Bruno e Florio si trovano su una barca di notte. All'improvviso iniziano a declamare versi dell'Orlando Furioso di Ludovico Ariosto. Più tardi, Bruno lo descriverà come "Eliotropo" in De la causa, principio et uno. Allo stesso modo, Florio ricambiò il complimento introducendo la figura di Bruno, 'Il Nolano', nei Secondi frutti, del 1591. Lo ritrae appoggiato alla finestra, mentre sfoglia un libro e prende in giro il suo amico John per aver impiegato troppo tempo nel vestirsi. In quegli anni, Florio emergerà come una delle figure più brillanti dell'Inghilterra rinascimentale, dimostrando così la sua rapida scalata nell'ambito culturale inglese.

### Tutor del conte di Southampton e pubblicazioneSecondi frutti
Giordano Bruno, al seguito di Mauvissière, lasciò l'Inghilterra nel 1585, mentre Giovanni Florio venne assunto come tutore personale del conte di Southampton, Henry Wriothesley, quando il giovane conte andò a studiare al St. John's College di Cambridge. Nel 1590 partecipò alla supervisione della traduzione dell'Orlando furioso realizzata dal suo amico sir John Harington. Il libro venne pubblicato in quello stesso anno da Richard Field. Sempre nel 1590 fu supervisore della Arcadia scritta dal suo amico sir Philip Sidney.
Nel 1591 pubblicò i suoi Secondi frutti (Second Fruits), accompagnando questo libro con una collezione di 6 000 proverbi italiani privi di corrispondenza con proverbi inglesi: molti di questi si ritroveranno nelle opere di Shakespeare. I Secondi frutti di John Florio vennero pubblicati durante il periodo più fertile della letteratura elisabettiana. Lo scrittore e traduttore si trova così in contatto con circoli culturali brillanti ed emergenti. I Secondi frutti rappresentò per l'epoca, un'opera all'avanguardia che tentava di soddisfare le esigenze della nuova moda letteraria di primi anni '90 del '500.

### Il dizionarioUn mondo di parole
Dopo sette anni di silenzio letterario, ritornò pubblicando nel 1598 l'opera, Un mondo di parole (A World of Words). Florio iniziò a preparare questo dizionario intorno al 1590 con l'idea, secondo la sua missione, di offrire uno strumento per chiunque, ma soprattutto agli studiosi, voglia affrontare quelle letture che in Inghilterra, fino alla comparsa del suo dizionario, erano proibitive per chi non conoscesse perfettamente l'italiano: in questo modo, con l'aiuto di questo prezioso dizionario, le letture di Dante, Petrarca e Boccaccio, tra gli altri, sarebbero state accessibili a tutti. Studiosi, come Jeremy Lester, sottolineano come fosse necessario, per comprendere l'origine del linguaggio di Shakespeare, talvolta apparentemente incomprensibile, fare necessariamente riferimento a questo dizionario, dove, tra le altre cose, troverà elaborata la tecnica grammaticale attraverso la quale Shakespeare componeva nuove parole, idee e concetti. Florio aveva iniziato a mettere in pratica queste tecniche linguistiche già nel libro Primi frutti nel 1578. Shakespeare usava le stesse tecniche di composizione che usava Florio, ma Florio le utilizzò ancor prima che comparisse Shakespeare. Nessuno, in Inghilterra, prima di Florio e Shakespeare (ma Florio prima di Shakespeare) usò simili strutture linguistiche in modo così sistematico. Contemporaneamente alla elaborazione del suo dizionario, Florio lavorò alla traduzione dei Saggi di Montaigne, che, finiti prima del 1600, furono pubblicati nel 1603. Questi Saggi divennero una moda indiscussa e furono letti e riletti per generazioni. Il contributo di questi allo sviluppo letterario di Shakespeare è difficilmente quantificabile: basti pensare che alcune opere, come La tempesta, furono estesamente modellate sui Saggi di Montaigne tradotti da Florio. Un mondo di parole fu un punto di riferimento nella storia dello studio della lingua italiana in Inghilterra, e, come tale, solo il secondo del suo genere in Inghilterra e molto più ricco (44 000 parole) del breve lavoro pubblicato da William Thomas nel 1550 (6 000 parole). Pubblicato da Edward Blount e dedicato a Roger, conte di Rutland, il sopracitato Henry, conte di Southampton e Lucy Russell, contessa di Bedford, questo lavoro contraddistinse Florio come studioso di prima grandezza.
In Queen Anna's New World of Words ("Il nuovo mondo di parole della Regina Anna"), del 1611, Giovanni Florio si definì An English Man in Italian ("Un inglese in italiano"), e nella sua opera Secondi frutti ("Second Fruits"), si definì Italus ore, Anglus pectore, ossia, Italiano di lingua, inglese nel cuore.

### Anni difficili
Intorno al 1601 diversi fatti tragici colpirono lo scrittore. Quasi tutti i membri della sua famiglia morirono di peste, evento molto frequente in quegli anni a Londra, per cui rimase in vita solo la figlia Aurelia; inoltre il suo caro amico e maestro Giordano Bruno venne bruciato vivo in Campo de' Fiori a Roma. Un documento nel quale si riportava la morte di Giordano Bruno fu trovato tra le carte del conte di Essex. Il conte di Essex, del quale Florio era partigiano, venne giustiziato per aver tentato un'insurrezione. Egli aveva infatti trascurato di riportare ogni azione alla regina Elisabetta, avvicinandosi ai rivoltosi irlandesi. Uno dei termini nel vocabolario, Il nuovo mondo di parole della regina Anna, mostra che impressione gli fece la tragedia di Essex: "Ecnéphia: a kind of prodigious storme comming in sommer with furious flashings, the firmament seeming to open and burne, as hapned when the Earle of Essex parted from London to goe for Ireland" (in italiano: "Ecnéphia: una sorta di tempesta prodigiosa estiva, con lampi furiosi, nel quale il firmamento sembrava aprirsi e bruciare, come accadde quando il conte dell'Essex partì da Londra per andare in Irlanda").

### A corte
Nel 1603, al cambio del trono d'Inghilterra, Giovanni Florio risultava essere ben introdotto negli ambienti della corona inglese: diventò punto di riferimento per la regina Anna e un personaggio molto apprezzato da Giacomo I, successore di Elisabetta I.  Florio, in segno di stima nei confronti di Giacomo I, tradusse in italiano uno scritto del re stesso, il Basilikon Doron, testo importante per molte opere di Shakespeare. Nel 1609 consegnò ai conti di Pembroke alcuni scritti pubblicati dal suo amico Thomas Thorpe: tra questi vi sono anche i Sonetti di Shakespeare. Mentre continuava il suo lavoro di ricerca letteraria, che sfociò nella pubblicazione di un secondo dizionario, Florio svolse attività diplomatica per la regina Anna: a testimonianza di queste attività vi sono alcune lettere scritte dall'allora ambasciatore toscano Ottaviano Lotti. La seconda versione del dizionario, A World of Words, del 1611, fu dedicata alla regina Anna. Racchiude oltre 70 000 parole italiane e oltre 150 000 termini inglesi. Florio, per compilare questo dizionario, lesse, come indicato da lui stesso nel dizionario, oltre 250 libri tra i quali quasi tutti i libri serviti a Shakespeare come fonti per le sue opere. Nello stesso periodo, inoltre, Florio fu insegnante di italiano e francese della regina Anna, della principessina Elisabetta e del principe Enrico, figli di Anna e Giacomo I.

### Il declino
Dati i rapporti di stretta amicizia con i membri della famiglia reale, la morte nel 1612 del principe Enrico, futuro re d'Inghilterra, fu un colpo durissimo per lo scrittore. Da quel momento accusò un declino lento ma inesorabile. Nel 1619, con la morte dell'amata regina Anna, Florio fu definitivamente allontanato dalla corte e, ritiratosi a Fulham, vi rimase fino alla sua morte di peste nel 1625. Prima di morire partecipò a due imprese notevoli: la traduzione in inglese delle novelle del Boccaccio, e secondo alcuni studiosi come Saul Frampton alla realizzazione del First Folio del 1623, nel quale raccolse le opere di William Shakespeare. Il testamento di Giovanni Florio, scritto l'anno stesso della morte, rivela impressionanti affinità con il modo di scrivere e di pensare di Shakespeare.
Saul Gerevini mette in luce come nella prima storica menzione che testimonia l'esistenza della figura di Shakespeare, fatta dal drammaturgo Robert Greene nel suo pamphlet Greene's, Groats-worth of Witte nel 1592, Greene attacca Shakespeare definendolo "un corvo venuto dal basso, che si abbellisce con le nostre piume, ma che con il suo Cuore di tigre si nasconde dietro la figura di un attore, e si ritiene di essere capace di comporre versi come uno dei migliori di voi; ma essendo il 'factotum' Giovanni assoluto, lui è, nella sua arroganza, l'unico Shakespeare sulla scena del paese" . Come spiegato nell'introduzione, l'absolute Johannes Factotum sarebbe Giovanni Florio.

## Influenza di John Florio sulle opere di William Shakespeare
Diversi studi hanno approfondito l’influenza che il lessicografo, scrittore e traduttore Giovanni Florio, noto come John Florio ha avuto sulle opere del drammaturgo inglese William Shakespeare. Diverse frasi e proverbi inizialmente scritti da Florio furono in seguito utilizzati nelle opere di Shakespeare. Tre frasi di Florio diventarono titoli di tre commedie shakespeariane. Florio ha coniato per la lingua inglese 1.149 parole e diversi neologismi creati da Florio compariranno per la prima volta nel First Folio di Shakespeare. Florio è stato proposto come redattore del First Folio da alcuni studiosi di Shakespeare, tra cui Saul Frampton e Stuart Kells. John Florio fu anche il primo traduttore in inglese dei Saggi di Montaigne, che sono stati frequentemente menzionati come fonte principale per le opere di Shakespeare, prima e dopo la pubblicazione della traduzione fatta da Florio. John Florio e Shakespeare condividevano gli stessi patroni e amici, tra cui il drammaturgo Ben Jonson, che definì Florio, in una dedica contenuta in una copia del Volpone conservata presso la British Library, come amico, padre amorevole e aiuto delle sue Muse.

## La traduzione come strumento sociale
Giovanni Florio tradusse in inglese, dall'italiano, in un momento in cui questa pratica veniva osteggiata da molti. Se lingue come il francese e l'italiano erano a quei tempi considerate discendenti dirette delle lingue classiche, l'inglese, come lingua germanica, era considerata inferiore, sicché tradurre dall'italiano o dal francese in inglese comportava uno svilimento dell'opera, che, secondo molti, andava evitato. Per questo la maggior parte dei traduttori dell'epoca sentì la necessità di giustificare la propria attività traduttiva dimostrando che pur allontanandosi dal testo originale, la traduzione era un lavoro necessario. La famosa traduzione di John Florio dei Saggi di Montaigne fa eco al dibattito elisabettiano tra difensori e detrattori della traduzione. Nella prefazione Florio riflette su alcune affermazioni di Giordano Bruno e giustifica il processo traduttivo in nome di una conoscenza condivisa e trasmessa. Egli spiega che la traduzione permette di trasmettere scoperte e conoscenze attraverso i popoli e le culture, che a loro volta arricchiscono il bagaglio culturale collettivo. Influenzato da Giordano Bruno, Florio considera la traduzione anche come strumento sociale, perché permette la diffusione del sapere ad una porzione più ampia della società, dando la possibilità di far conoscere autori stranieri anche a chi non saprebbe leggerli in lingua originale. Nell'ambito contemporaneo della scienza della traduzione, questo concetto risultò rivoluzionario, poiché propose come sua prima ratio esattamente la necessità di «volare verso gli altri che non conosciamo», come avrebbe detto Amleto. Florio riteneva che la traduzione fosse lo strumento migliore, sia per far progredire la conoscenza, che per arricchire la lingua e la cultura della nazione. Questo concetto era chiaramente espresso nella prefazione, nella quale Florio equipara la traduzione ad un'amante prostituta la cui bellezza e il cui valore aumentano ad ogni contatto, tanto che sarebbe inumano tenerla rinchiusa. Florio fa sua la missione di arricchire lingua e cultura inglesi e donare loro quella forza e vivacità europee della quale non avevano mai goduto prima. Egli ebbe l'obbiettivo di far sì che l'inglese diventasse uno dei linguaggi poetici più potenti nel panorama mondiale. In un certo senso, questo ricorda James Joyce, il cui scopo fu di introdurre volontariamente le lingue e le culture europee nella lingua inglese.

## ISaggidi Montaigne e lo stile di Florio
Giovanni Florio fu il primo a tradurre in inglese i Saggi di Montaigne ed il Decameron di Boccaccio, opere che ebbero un profondo impatto sulla cultura inglese dei secoli XVI e XVII, e in particolare sulle opere teatrali di Shakespeare, nelle quali compaiono spesso concetti espressi da Montaigne. In particolare i Saggi di Montaigne tradotti nel 1603, diventarono una delle più influenti opere del periodo elisabettiano, tant'è che la traduzione di Florio fu ripubblicata nel 1613 e nel 1632. Le idee di Montaigne furono fondamentali per lo sviluppo della cultura inglese del tempo, ma il successo dell'opera fu in buona parte merito della qualità della traduzione di Florio. Se la si analizza, Florio sembra essere diviso tra il tentativo di seguire il testo originale da vicino per rendere il suo significato con fedeltà, e la volontà di renderlo conforme alle poetiche elisabettiane dominanti, caratterizzate da complessità poetica e sviluppo della retorica. Molti critici hanno notato la sua fame insaziabile di parole, visibile nei numerosi casi in cui Florio interviene sul testo originale di Montaigne ampliandolo per mezzo di metafore, giochi di parole, parafrasi e figure retoriche. L'anglista italiano Enrico Terrinoni definisce la traduzione di Florio, “floreale”, sia nello stile che nella resa. Il suo obiettivo non fu di migliorare il testo stilisticamente ma di renderlo il più appetibile possibile ai lettori inglesi, utilizzando uno stile che ne rispecchiasse il gusto e le preferenze. La sua opera riporta quindi i segni delle teorie umanistiche italiane, visibili nell'enfasi su una resa precisa e chiara dei testi originali, insieme alle principali caratteristiche dello stile elisabettiano.

## Opere
- (EN) A WORLD of Words (Florio's 1598 Italian/English Dictionary), su pbm.com.
- (EN) Florio's translation of Montaigne's "Essays", su scholarsbank.uoregon.edu.

### Annotazioni
1. ↑  Il Laurenti nota che la metafora usata da Florio parlando della traduzione come di un'amante prostituta che viene condivisa, precede di qualche decennio la metafora femminile di discendenza francese delle traduzioni come belles infidèles o belle infedeli.
2. ↑  Alcuni dei dialoghi dell'opera The Tempest sono quasi identici ad alcuni passaggi dei Saggi nella traduzione di Florio.

### Fonti
1. ↑  Rossi 2018, p. 124.
2. ↑  Rossi 2018, p. 266.
3. 1 2   R. C. Simonini, Italian Scholarship in Renaissance England, University of North Carolina Studies in Comparative Literature, vol. 3, Chapel Hill, University of North Carolina, 1952,  p. 68.
4. 1 2  Empire of Words: The Reign of the OED, by John Willinsky, Princeton University Press, 1994
5. ↑  Secondo l'accademico inglese Saul Frampton, i dati sarebbero diversi: l'Oxford English Dictionary attribuisce a Florio 1 224 usi primari - termini come "judicious" (giudizioso), "management" (gestione) e "transcription" (trascrizione); ma anche "masturbation" (masturbazione) e "fucker" (fornicatore). Da questo punto di vista sarebbe stato inferiore solo a Chaucer e Shakespeare.  Saul Frampton, Who edited Shakespeare?, su theguardian.com.
6. ↑   Oxford Dictionary, su evs-translations.com.
7. ↑   Oxford Dictionary, su Oxford Dictionary.
8. ↑  ("To his loving Father & worthy Friend Mr John Florio, The Ayde of his Muses, Ben: Jonson seakes this testimony of Friendship & Love") British Library Archiviato il 15 gennaio 2021 in Internet Archive.
9. ↑  Oxford Dictionary of National Biography
10. ↑  (EN) Lamberto Tassinari, The Man who was Shakespeare, Giano Books, 2009.
11. 1 2  (EN) Who Edited Shakespeare, John Florio, su Guardian.com, 23 luglio 2012. URL consultato il 10 giugno 2018.
12. ↑   Saul Gerevini, William Shakespeare ovvero John Florio, Pilgrim Edizioni, 2008.
13. 1 2 3  Rossi 2018.
14. ↑   Marianna Iannacone, John Florio Portrait, su resolutejohnflorio.com. URL consultato il 16 dicembre 2020 (archiviato dall'url originale il 19 gennaio 2021).
15. ↑   Saul Gerevini, William Shakespeare ovvero John Florio, Pilgrim, 2008.
16. ↑   Saul Gerevini, Shakespeare and Florio, su shakespeareandflorio.net.
17. ↑  father and mother flew from the Valtolin (region) to London for religion reasons and Aubrey says the information was from Florio's grandson, Mr. Molins https://www.gutenberg.org/files/47787/47787-h/47787-h.htm#Footnote_1270
18. ↑   Marianna Iannaccone, JOHN FLORIO'S WILL: THE ORIGINAL DOCUMENTS., su Resolute John Florio (archiviato dall'url originale il 21 settembre 2020).
19. ↑  Rossi 2018, pp. 124-133.
20. ↑   Primi frutti, su resolutejohnflorio.com. URL consultato il 21 marzo 2020 (archiviato dall'url originale il 21 settembre 2020).
21. ↑   Vita di Florio, su shakespeareandflorio.net. URL consultato il 16 ottobre 2019.
22. ↑   All'ambasciata francese, su resolutejohnflorio.com. URL consultato il 21 marzo 2020 (archiviato dall'url originale il 21 settembre 2020).
23. ↑   Secondi frutti, su resolutejohnflorio.com. URL consultato il 21 marzo 2020 (archiviato dall'url originale il 21 settembre 2020).
24. ↑   The “Ayde of his Muses?” The Renaissance of John Florio and William Shakespeare (PDF), su core.ac.uk.
25. ↑   Un mondo di parole, su resolutejohnflorio.com. URL consultato il 21 marzo 2020 (archiviato dall'url originale il 21 settembre 2020).
26. ↑   Il Nuovo Mondo di Parole della regina Anna, su resolutejohnflorio.com. URL consultato il 21 marzo 2020 (archiviato dall'url originale il 21 settembre 2020).
27. ↑  "there is an upstart crow, beautified with our feathers, that, with his Tygers heart wrapt in a Players hide, supposes he is as well able to bumbast out a blanke verse as the best of you; and being an absolute Johannes Factotum, is in his owne conceit the onely Shake-scene in a countrie"
28. ↑  Florio: It is Labour lost to speak of love (Second Fruits, Folio 71, 1591),

Shakespeare lo rende un titolo di una commedia: ‘Love’s Labour’s Lost’ (Pene d’amor perdute, 1598)

Florio: Gran romore, e poca lana (much a doe about nothing) (Giardino di Ricreatione, 1591/Queen’s Anna New World of Words, 1611)

Shakespeare lo rende titolo di una commedia: ‘Much Ado About Nothing’ (1600)

Florio: Tutto è bene, che riesce bene (Giardino di Ricreatione, 1591)

Shakespeare lo rende titolo di una commedia 'All's Well That Ends Well’ (‘Tutto è bene quel che finisce bene’, 1623)
29. ↑  (EN) Saul Frampton, Who edited Shakespeare?, su The Guardian, 12 luglio 2013. URL consultato il 19 aprile 2021.
30. ↑  Stuart Kells, Shakespeare's Library, Counterpoint, 2019
31. ↑   British Library, su bl.uk. URL consultato il 20 dicembre 2020 (archiviato dall'url originale il 15 gennaio 2021).
32. 1 2  (FR) Christine Sukic, Ample transmigration: George Chapman, traducteur d'Homère en anglais, in Études anglaises, vol. 60, n. 2007/1,  p. 5.
33. 1 2   Francesco Laurenti, Tradurre: Storie, teorie, pratiche dall'antichità al XIX secolo, Roma, Armando, 2015,  p. 152.
34. 1 2 3 4 5  (EN) Oana-Alis Zaharia, Translata Proficit: Revisiting John Florio's translation of Michel de Montaigne's Les Essais (PDF), in SEDERI, vol. 22, 2012,  p. 116.
35. 1 2   Enrico Terrinoni, L'apologia della traduzione di John Florio, su rivistatradurre.it. URL consultato il 12 febbraio 2018.
36. ↑  (FR) Robert Richard, L'homme qui était Shakespeare, in Liberté, vol. 52, n. 3, 2011.
37. ↑  (EN) Elizabeth Robbins Hooker, The Relation of Shakespeare to Montaigne, in PMLA, vol. 17, n. 3, 1902,  p. 313.